# Embalse de Kániv
El embalse de Kániv (ucraniano, Канівське водосховище, Kanivs'ke vodoskhovyshche) es un embalse ubicado en el río Dniéper en Ucrania. Recibe su nombre de la ciudad de Kániv, y abarca una superficie total de 675 kilómetros cuadrados dentro de los óblasts de Cherkasi y Kiev. Fue creado en 1972 debido a que las presas de la central hidroeléctrica de Kániv en el río Dniéper.
El embalse tiene 162 km de largo, hasta 5 km de ancho y tiene una profundidad media de 5,5 metros. El volumen total de agua es de 2,63 km³.